# Nestor Léon Marchand
Nestor Léon Marchand (1833-1911) est un docteur en pharmacie et botaniste français.

## Biographie
Né à Tours le 13 avril 1833, il fait ses études à l'École de médecine et de pharmacie de cette ville. Son père Jean Marchand était peintre en verrières. Il devient docteur en médecine en 1861, pharmacien de 1re classe en 1864 et docteur ès sciences naturelles en 1869. Il enseigne à Paris à l'École supérieure de pharmacie en qualité de titulaire d'une chaire de botanique cryptogamique.
Il doit sa renommée à son statut de conférencier, de professeur, et d'écrivain scientifique sur la botanique.
Il participe à la guerre de 1870 en qualité de chirurgien-major au 101e de ligne mais il est blessé le 19 janvier 1871 à Moulin-de-Pierre.
Il devient maire de Thiais (Val-de-Marne) de mai 1882 à avril 1888. 
Il quitte ses fonctions d'enseignement en 1898 à cause de problèmes de santé. Il meurt le 16 avril 1911 à Thiais.

## Publications
- Botanique cryptogamique pharmaco-médicale: Programme raisonné d'un cours professé à l'École supérieure de pharmacie de Paris; 1880; Doin Éditeur
- Révision du groupe des anacardiacées; 1869; Paris; J.-B. Baillère & fils; lire en ligne
- Recherches organographiques et organogéniques sur le coffea arabica; 1864; Paris; Imprimerie de E. Martinet; lire en ligne
- Des tiges des phanérogames. Des points d'organisation communs aux types des monocotylédones et des dicotylédones; 1865; Paris; J.-B. Baillère & fils;
- Recherches sur l'organisation des burséracées; 1868; Paris; J.-B. Baillère & fils;
- De la reproduction des animaux infusoires (étude médico-zoologique); 1869; Paris; F. Savy; lire en ligne
- Énumération méthodique et raisonnée des familles et des genres de la classe des mycophytes (champignons et lichens); 1896; Paris; Société d'Éditions Scientifiques; lire en ligne
- Histoire de l'ancien groupe des térébinthacées; 1869; Paris
- Du croton tiglium, Recherches botaniques et thérapeutiques; 1861; Paris